# Trabrennbahn Krieau
Trabrennbahn Krieau – tor wyścigów konnych znajdujący się w Leopoldstadt, drugiej dzielnicy Wiednia. Został otwarty 29 września 1878 roku.

## Historia
To usytuowany jest w Krieau, będącym częścią Wiener Prater, znajdującym się w Leopoldstadt, drugiej dzielnicy Wiednia. Tor ma długość 1000 metrów. Stare trybuny i wieża dla urzędników zostały zakończone w roku 1913.
Jest to drugi najstarszy tor wyścigów konnych w Europie, po Central Moscow Hippodrome, który został zbudowany w 1834 roku. Odbywają się tu od 1886 roku doroczne wyścigi Österreichisches Traber-Derby oraz Graf Kalman Hunyady Memorial, organizowane od 1901 roku. Ponadto Krieau Race Track służy jako miejsce koncertów. Występowali tu tacy artyści jak Robbie Williams czy Bon Jovi, a także w ramach Krieau Rocks 2013 zespoły The Baseballs, Green Day czy All Time Low.
W lipcu 2014 tor będzie gościł koncert w ramach festiwalu muzyki rockowej Krieau Rocks 2014, na którym wystąpią zespoły Metallica, Alice in Chains, Children of Bodom oraz Kvelertak.

## Galeria

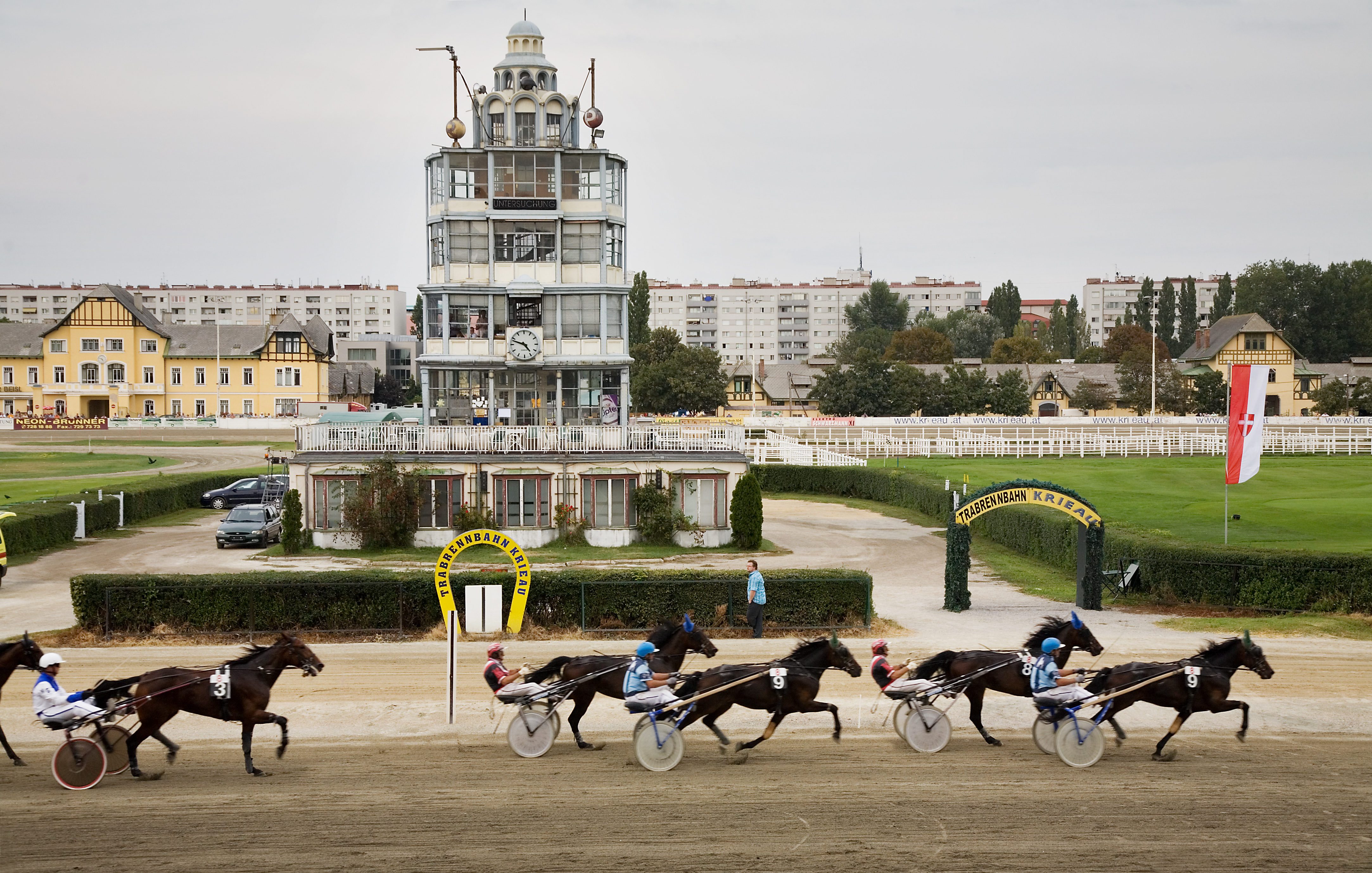
Tor
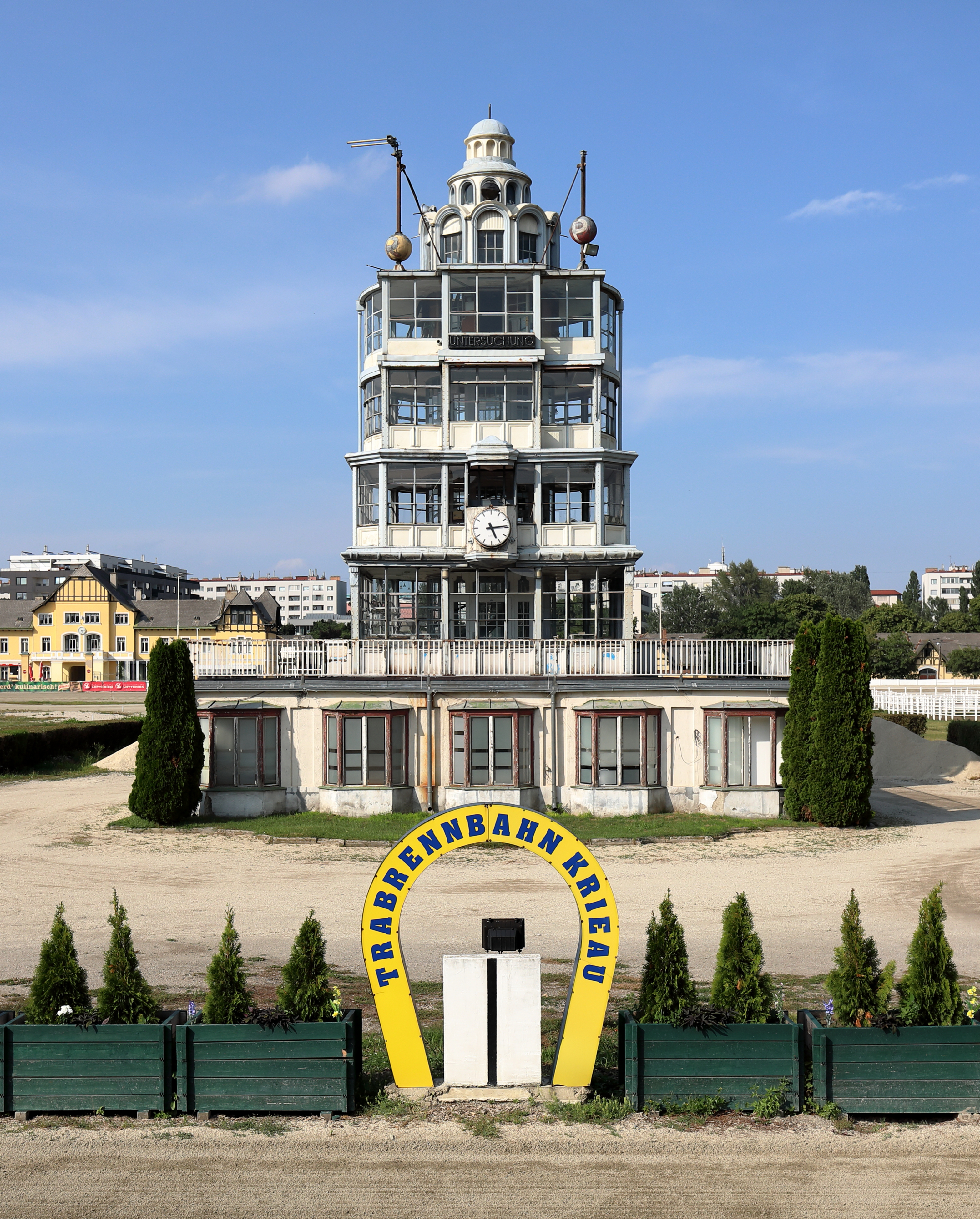
Wieża
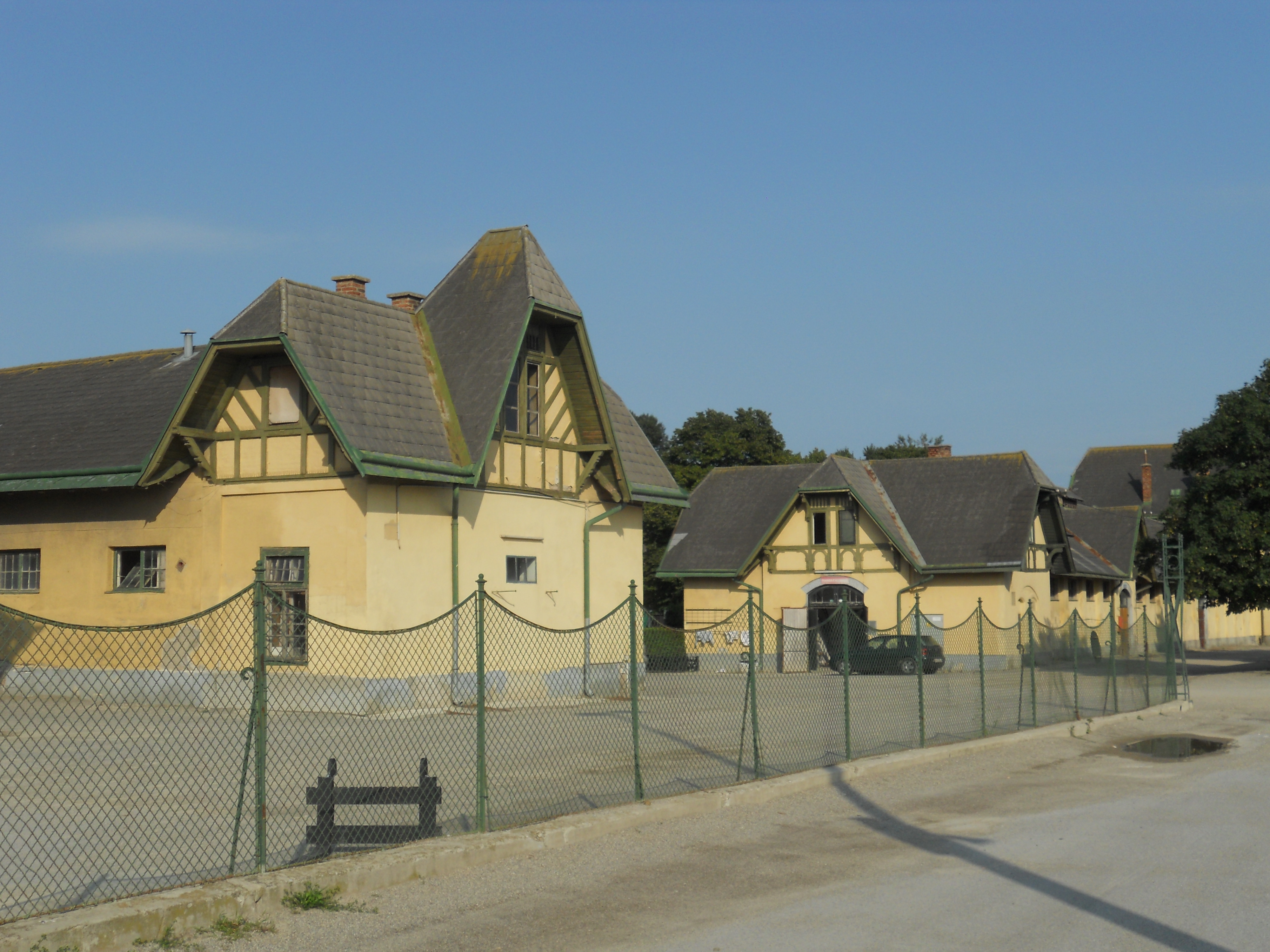
Stajnie
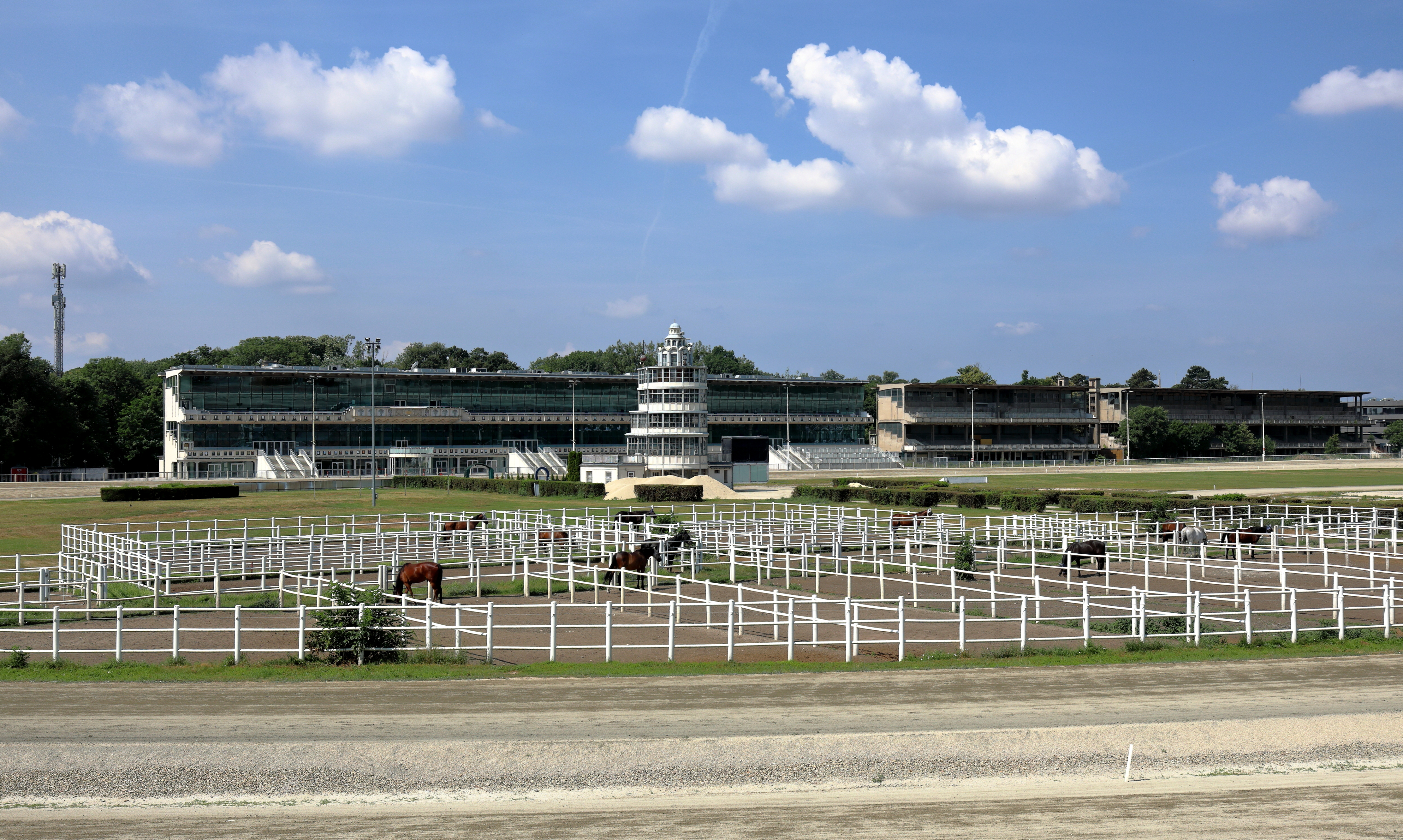
Tor